# 3-Octen
3-Octen ist eine chemische Verbindung aus der Gruppe der Alkene.

## Isomerie
An der unsymmetrisch substituierten Doppelbindung liegt E/Z-Isomerie vor, 3-Octen existiert daher in zwei  isomeren Formen, als (E)- bzw. trans-3-Octen und (Z)- bzw. cis-3-Octen.

## Gewinnung und Darstellung
3-Octen kann durch Isomerisierung von 1-Octen gewonnen werden, wobei etwa 20 % trans-3-Octen, 50 % trans-2-Octen, 10 % cis-2-Octen, 10 % trans-4-Octen und weitere Isomere entstehen.

## Eigenschaften
3-Octen ist eine farblose Flüssigkeit mit charakteristischem Geruch.

## Verwendung
3-Octen kann für organische Synthesen verwendet werden.